# FC Minaj
Fotbal Club Minaj (ucrainean: Футбольний клуб «Минай», Futbolnyi klub Mynai) este un club de fotbal ucrainean care provine din suburbia Ujhorod din Mynai, regiunea Transcarpatia, care concurează în prezent în Premier Liga ucraineană.

## Bilanț Sportiv

### Palmares
| Campionate Naționale | Cupe Naționale                           |
| --- | ---------------------------------------- |
| - Campionatul ucrainean L2 (1) : - Campioni : 2020 - Campionatul ucrainean L3 (1) : - Campioni : 2019 - Campionatul ucrainean L4 (1) : - Campioni : 2018 | - Cupa Ucrainei () : - Semifinala : 2020 |

## Referință
1. ↑  „Minaj va juca meciurile acasă din Premier Liga pe stadionul Avangard din Ujhorod”. PMG.ua (în Ukrainian). Accesat în 19 august 2020.
2. ↑  „Official Website”. Arhivat din original la 9 septembrie 2019. Accesat în 26 septembrie 2020.
3. ↑  Minaj, upl.ua

## Legături externe
- Official website
- Club's profile at AAFU